# يوجين كينيدي
يوجين كينيدي (بالإنجليزية: Eugene P. Kennedy)‏ (و. 1919 – 2011 م) هو عالم كيمياء حيوية، وأستاذ جامعي، من الولايات المتحدة الأمريكية، ولد في شيكاغو، وكان عضوًا في الأكاديمية الوطنية للعلوم، والأكاديمية الأمريكية للفنون والعلوم، توفي في كامبريدج، ماساتشوستس، عن عمر يناهز 92 عاماً.

## التعليم
تعلم في جامعة شيكاغو.

## مناصب وهيئات
أدار جامعة هارفارد.

## جوائز
حصل على جوائز منها:
- جائزة هاينريش فيلاند [الإنجليزية]‏ (1986)
- جائزة مؤسسة غيردنر الدولية (1976)
- جائزة فايزر في كيمياء الإنزيم (1958).